# 長吉長原東
長吉長原東（ながよしながはらひがし）は、大阪府大阪市平野区にある町名。現行行政地名は長吉長原東一丁目から長吉長原東三丁目。

## 地理
平野区の南東部に位置し、南に長吉川辺、北に長吉出戸、西に長吉長原、北東に長吉六反、南東に八尾市と接している。

## 歴史

### 沿革
1974年（昭和49年）、大阪市東住吉区長吉長原町・長吉六反町・長吉川辺町の各一部より、平野区長吉長原東1 - 3丁目成立。

## 世帯数と人口
2024年（令和6年）9月30日現在（大阪市発表）の世帯数と人口は以下の通りである。
| 丁目             | 世帯数    | 人口    |
| ---------------- | --------- | ------- |
| 長吉長原東一丁目 | 746世帯   | 1,177人 |
| 長吉長原東二丁目 | 1,211世帯 | 2,312人 |
| 長吉長原東三丁目 | 1,646世帯 | 2,719人 |
| 計               | 3,603世帯 | 6,208人 |

### 人口の変遷
国勢調査による人口の推移。
| 1995年（平成7年）  | 8,451人 | [ 6 ]  |  |
| 2000年（平成12年） | 8,154人 | [ 7 ]  |  |
| 2005年（平成17年） | 8,082人 | [ 8 ]  |  |
| 2010年（平成22年） | 8,609人 | [ 9 ]  |  |
| 2015年（平成27年） | 7,960人 | [ 10 ] |  |
| 2020年（令和2年）  | 6,584人 | [ 11 ] |  |

### 世帯数の変遷
国勢調査による世帯数の推移。
| 1995年（平成7年）  | 3,453世帯 | [ 6 ]  |  |
| 2000年（平成12年） | 3,666世帯 | [ 7 ]  |  |
| 2005年（平成17年） | 3,831世帯 | [ 8 ]  |  |
| 2010年（平成22年） | 4,144世帯 | [ 9 ]  |  |
| 2015年（平成27年） | 4,055世帯 | [ 10 ] |  |
| 2020年（令和2年）  | 3,484世帯 | [ 11 ] |  |

## 学区
市立小・中学校に通う場合、学区は以下の通りとなる。なお、小学校・中学校入学時に学校選択制度を導入しており、通学区域以外に通学区域に隣接している小学校・平野区内にある中学校から選択することも可能。
| 丁目             | 番      | 小学校               | 中学校             |
| ---------------- | ------- | -------------------- | ------------------ |
| 長吉長原東一丁目 | 全域    | 大阪市立長吉南小学校 | 大阪市立長吉中学校 |
| 長吉長原東二丁目 | 5～8番  | 大阪市立長吉南小学校 | 大阪市立長吉中学校 |
| 長吉長原東二丁目 | 1～4番  | 大阪市立長原小学校   | 大阪市立長吉中学校 |
| 長吉長原東三丁目 | 1～13番 | 大阪市立長原小学校   | 大阪市立長吉中学校 |
| 長吉長原東三丁目 | 14番    | 大阪市立長吉南小学校 | 大阪市立長吉中学校 |

## 事業所
2021年（令和3年）現在の経済センサス調査による事業所数と従業員数は以下の通りである。
| 丁目             | 事業所数  | 従業員数 |
| ---------------- | --------- | -------- |
| 長吉長原東一丁目 | 34事業所  | 362人    |
| 長吉長原東二丁目 | 18事業所  | 139人    |
| 長吉長原東三丁目 | 77事業所  | 617人    |
| 計               | 129事業所 | 1,118人  |

## 交通

### 鉄道
- 大阪市高速電気軌道
  - 谷町線 長原駅

### バス
2020年4月現在
- 大阪シティバス[15]
  - 2号系統：長吉城山 - 長吉中学校前 - 長吉長原 - 長原東第四住宅前 - 長吉長原東三丁目
  - 61B号系統：長吉城山
    - 過去には大阪市営バス長吉営業所が三丁目に位置していたが、民営化前に廃止されている（バス停は長吉長原東三丁目に改称の上で継続設置中）。

### 道路
- 大阪府道2号大阪中央環状線

## 施設
- 大阪市立長吉中学校
- 大阪市立長原小学校
- 大阪市立長吉第二幼稚園[16]
- 平野警察署 長原交番
- 平野長原東郵便局[17]
- 大阪シティ信用金庫 長吉支店[18]
- 長吉東部中央公園

## その他

### 日本郵便
- 〒547-0013[3]（集配局：平野郵便局[19]）